# Jabiru (Vogel)
Der Jabiru (Jabiru mycteria) ist ein monotypischer Storchenvogel Amerikas, der von Mexiko bis Argentinien vorkommt. Als Irrgast ist er gelegentlich auch im US-amerikanischen Bundesstaat Texas zu beobachten. Der Jabiru ist der einzige Vertreter der Gattung Jabiru. Er ist nach dem Andenkondor und dem fast ausgestorbenen Kalifornienkondor die drittgrößte fliegende Vogelart Süd- und Mittelamerikas.
Die Bestandssituation des Jabiru wurde 2016 in der Roten Liste gefährdeter Arten der IUCN als „Least Concern (LC)“ = „nicht gefährdet“ eingestuft.

## Aussehen
Der Jabiru ist bis zu 1,40 Meter groß, seine Flügelspannweite beträgt etwa 2,60 m, der Schnabel ist bis zu 30 Zentimeter lang und leicht nach oben gebogen. Es besteht kein auffälliger Geschlechtsdimorphismus. Er hat ein überwiegend weißes Gefieder, Hals, Kopf und Schnabel sind schwarz. Auffallend sind die beim weiblichen Storch gelben Augen, während die des männlichen Vogels dunkel sind.
Verwechslungsmöglichkeiten bestehen mit dem Waldstorch, der jedoch deutlich kleiner ist, einen nach unten gebogenen Schnabel und an seinem Hals keine roten Abzeichen hat.

## Lebensweise

Verbreitungsgebiet des Jabiru (grün)

Der Jabiru lebt in großen Gruppen an Flüssen und Teichen. Er ernährt sich von Fisch, Weichtieren und Amphibien, gelegentlich auch von Reptilien und kleinen Säugetieren.

## Fortpflanzung
Er baut sein Nest auf hohen Bäumen und bevorzugt dabei vor allem Palmen. Anders als viele andere Störche ist er kein Kolonienbrüter. Brutzeit ist August–September. Das Gelege besteht aus 2 bis 4 Eiern. Beide Elternvögel wechseln sich im Brutgeschäft ab. Die Nestlingsdauer beträgt bis 95 Tage. Anschließend werden die Jungvögel noch etwa zwei Monate von den Elternvögeln gefüttert.

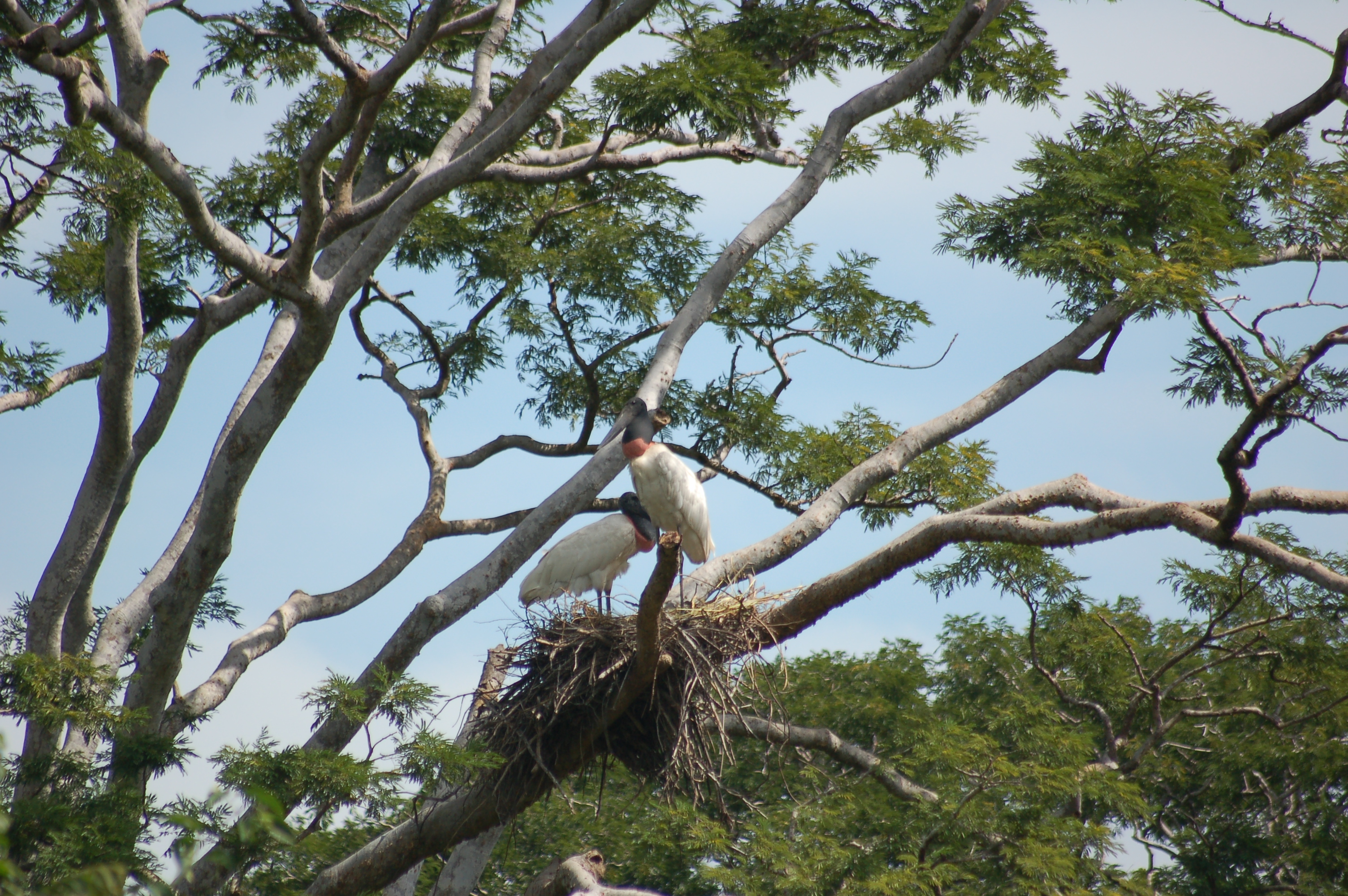
Ein Nest mit beiden Elterntieren
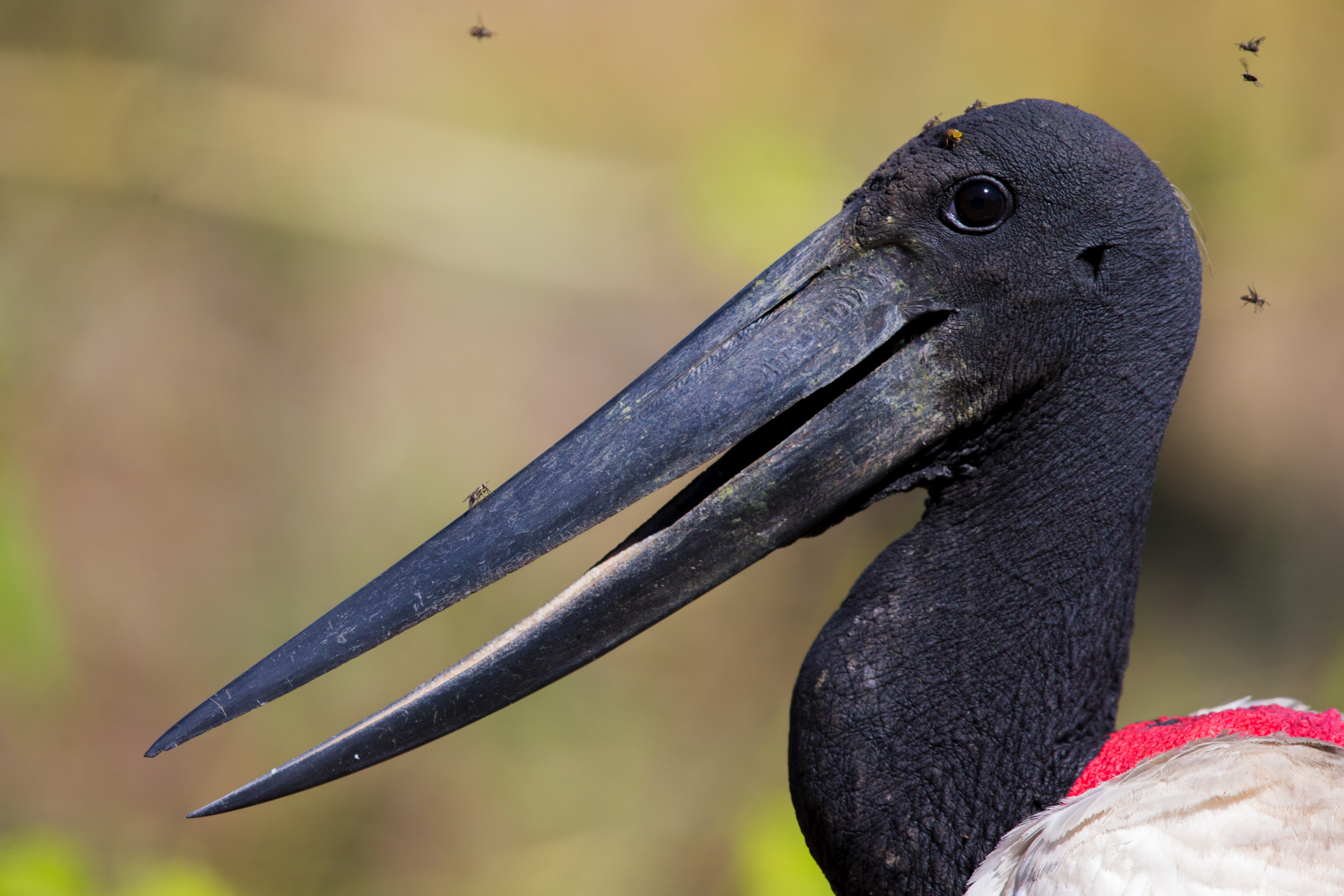
Der charakteristische Schnabel
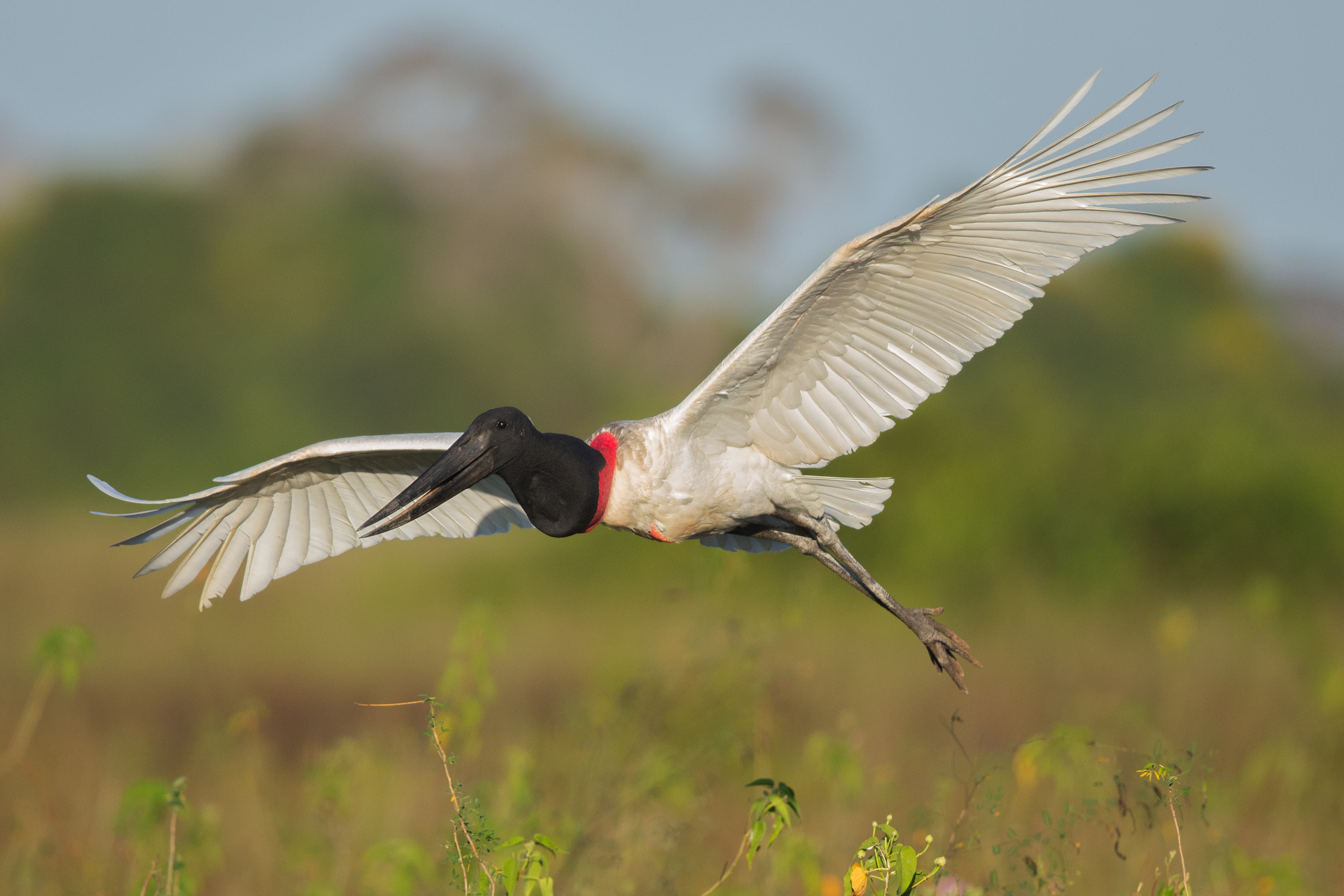
Adultes Tier im Abflug

## Etymologie und Forschungsgeschichte
Die Erstbeschreibung des Jabirus erfolgte 1819 durch Martin Hinrich Carl Lichtenstein unter dem wissenschaftlichen Namen Ciconia mycteria. Als Verbreitungsgebiet gab er Brasilien an. 1906 führte Carl Eduard Hellmayr die neue Gattung Jabiru ein. Dieser Begriff bedeutet in der  Tupi-Sprache ein sehr großer Vogel. Gemeint war damit der Jabiru. Der Artname mycteria leitet sich von μυκτηρ, μυκτηρος, μυκτεριζω myktēr, myktēros, mykterizō, deutsch ‚Schnautze, Nase, die Nase hochziehen‘ ab. Alfred Laubmann hatte für sein Werk Die Vögel von Paraguay zwei Bälge, gesammelt von Eugen Josef Robert Schuhmacher (1906–1973) und Hans Krieg (1888–1970) am Berg Galván im Gran Chaco, zur Verfügung. In der Literatur fand er viele Nachweise für das Land, so z. B. am Río Pilcomayo durch Hans Hermann Carl Ludwig von Berlepsch, am Río Paraná und Río Paraguay durch John Graham Kerr, in Waikthlatingmayalwa im Gran Chaco, in Carayá Vuelta und in Riacho Verde durch Kerr in Río Monday und Río Confuso durch Arnaldo de Winkelried Bertoni und in Puerto Pinasco im Departamento Presidente Hayes durch Alexander Wetmore. Zusätzlich erwähnte Laubmann Yacú de la collar roxo von Félix de Azara als Nachweis für die Art.

## Einzelbelege
1. ↑  IOC World Bird List Storks, frigatebirds, boobies, cormorants, darters
2. ↑   Jonathan Alderfer (Hrsg.): Complete Birds of North America, S. 125
3. ↑  
Jabiru mycteria in der Roten Liste gefährdeter Arten der IUCN 2016. Eingestellt von: BirdLife International, 2016. Abgerufen am 9. Oktober 2017.
4. ↑  W. Grummt, H. Strehlow (Hrsg.): Zootierhaltung Vögel. Verlag Harri Deutsch, Frankfurt am Main 2009, ISBN 978-3-8171-1636-2. S. 100.
5. ↑  Martin Hinrich Carl Lichtenstein (1819), S. 163.
6. ↑  Carl Eduard Hellmayr (1906), S. 711.
7. ↑  Jabiru The Key to Scientific Names. Edited by James A. Jobling
8. ↑  mycteria The Key to Scientific Names. Edited by James A. Jobling
9. ↑  Hans Hermann Carl Ludwig von Berlepsch (1887), S. 32.
10. 1 2  John Graham Kerr (1892), S. 145
11. ↑  John Graham Kerr (1901), S. 232.
12. ↑  Arnaldo de Winkelried Bertoni (1914), S. 40.
13. ↑  Arnaldo de Winkelried Bertoni (1930), S. 257.
14. ↑  Alexander Wetmore (1926), S. 60.
15. ↑  Félix de Azara (1805), S. 117–122.
16. ↑  Alfred Laubmann (1939), S. 99.